# Johannes Forsskål
Prästeståndet i Sverige|
Johannes Forsskål, född 28 augusti 1691 i Sagu, död 13 juni 1762 i Stockholm, var en svensk präst och riksdagsman. Han var far till Peter Forsskål.
Johannes Forsskål var son till kronofogden Johan Forsskål. Han inskrevs vid Kungliga Akademien i Åbo 1709 och blev 1718 student vid Uppsala universitet. Efter att ha prästvigts i Uppsala 1723 blev han komminister i Finska församlingen i Stockholm. 1724 avlade han pastoralexamen och blev därefter 1725 kyrkoherde i Finska församlingen. 1729 blev han kyrkoherde i Helsingfors med prost som titel, och 1730 kontraktsprost. Johannes Forsskål blev 1740 kyrkoherde i Tegelsmora socken och därefter 1748 åter kyrkoherde i Finska församlingen. 1750 blev han kyrkoherde i Maria Magdalena församling och 1752 teologie doktor vid Uppsala universitet.
Johannes Forsskål var riksdagsman för prästeståndet vid riksdagarna 1740–1741, 1751–1752 och 1755–1756. Under 1751–1752 års riksdag var han medlem av sekreta utskottet och bankodeputationen, och 1752–1762 var han riksbanksfullmäktig.